# 迎里計
迎里 計（むかいざと けい、1976年10月29日 - ）は沖縄県石垣市（石垣島）白保出身。三線や一五一会を弾きながら自身の曲や八重山民謡、島の遊び唄などを歌っている。

## 人物
沖縄の伝統楽器「三線」と新しい和楽器「一五一会」を弾き語る歌手。島、人、酒、言葉、喜び、哀しみ日頃のふとした事柄をテーマにして故郷・石垣と憧れの街・東京を歌っている。また、日本各地で一五一会ワークショップも開催している。
兄(迎里 中)の影響で音楽に興味をもち、ベースギターを弾き始める。大学進学のため上京後、Booing Sheynerのベーシストとして活動をはじめ、1999年8月メジャーデビュー。数年間活動するも、その頃より「唄いたい」という気持ちが大きくなりバンドを脱退。その後はさまざまなアーティストのサポート活動を続け、生まれ島の遊び唄などに興味を持ち、祖父の形見の三線を手に島唄を歌い始める。
自身の弾き語りライブの活動の他、様々なミュージシャンとの共演・サポートも積極的に行なっている。
また音楽活動以外では、役者としてテレビ・舞台・CMへも出演するなど活躍の幅を広げている。

## 来歴
1999年8月 - Booing Sheynerのベーシストとしてメジャーデビュー
2006年 - 兄(迎里中)とBorn ti caftaを結成。
2008年 - Born ti Cafta 1st ミニアルバム「赤瓦の上の三線弾き」リリース
2007年と2009年～2011年 - BEGINツアーサポートメンバーとして活躍
2011年3月5日 - 東京・日本武道館で行われたBEGINのあやぱに音楽祭にて司会を担当
2011年7月1日 - Born ti Cafta 2ndミニアルバム「音遊び」リリース
2014年7月21日 - 自身初のソロ1stアルバム「陸(おか)を敷いて歌まくら」リリース
2016年10月29日 - 2ndアルバム「歌の種 僕は土 君は水」リリース
2018年6月3日 - 配信限定シングルとして「がんばれの向こう側」配信スタート
2019年11月9日 - 音楽生活20周年祭を楽屋(中目黒)にて開催
2021年3月20日 - 自身が目標と掲げていた竹富島・コンドイ浜での海開きイベントに参加
2024年10月29日 - 音楽生活25周年イベントをAPA40(碑文谷)にて開催。その模様はのちにiTSUCOMチャンネルにて放送

## ディスコグラフィー
| ＃ | 発売日                 | タイトル                                                                                | 型番    | 収録内容 | 備考                                            |
| -- | ---------------------- | --------------------------------------------------------------------------------------- | ------- | --- | ----------------------------------------------- |
| 1  | 2014年7月21日          | 陸(おか)を敷いて歌まくら                                                                | OTB-001 | 1. 旅じたく～三線と一五一会～ 2. かなさん 3. スヨウニ節 4. 錆びたギターに見る夢 5. 生まり年音頭 6. よんなー |                                                 |
| 2  | 2016年10月29日         | 歌の種 僕は土 君は水                                                                    | OTB-002 | 1. ボッタリナオシ 2. 島の歩幅 3. 二十路の鳥 4. 名も知らぬ友と夕暮れのガード下 5. しずく                     |                                                 |
| 3  | 2018年6月3日           | がんばれの向こう側                                                                      |         | | 配信限定シングル                                |
| 4  | 2021年5月11日 より順次 | 1. ボッタリナオシ 2. 島の歩幅 3. 二十路の鳥 4. 名も知らぬ友と夕暮れのガード下 5. しずく |         | | アルバム｢歌の種 僕は土 君は水｣より １曲ずつ配信 |
| 5  | 2021年5月30日          | かなさん                                                                                |         | | アルバム｢陸を敷いて歌まくら｣より配信            |

## 出演

### ラジオ
- ＦＭシアター『海路』（NHK FM、2014年7月5日放送）

＊迎里計のボッタリナオシ島時間
FMサルース毎週木曜日17時から放送
(2021/10月〜現在)

### テレビ
- 金曜ドラマ『Nのために』第５話 (TBS系列、2014年11月14日放送)

### 舞台
- BuzzFestTheater 第5回公演『光と影からの恵み』(2017年4月26日(水)～30日(日)＠萬劇場)